# Michał Ciechanowiecki
Michał Ciechanowiecki herbu Dąbrowa (zm. 1769) – marszałek mścisławski konfederacji barskiej, chorąży mścisławski w 1767 roku, stolnik mścisławski w 1765 roku, starosta damaski, chorąży petyhorski, kawaler maltański.

## Życiorys
Był zwolennikiem Radziwiłłów. W 1764 oskarżony o zabójstwo Józefa Strutyńskiego, uszedł do Francji. Odznaczony przez króla Francji Ludwika XV Orderem Świętego Ducha. Powrócił do kraju. W załączniku do depeszy z 2 października 1767 roku do prezydenta Kolegium Spraw Zagranicznych Imperium Rosyjskiego Nikity Panina, poseł rosyjski Nikołaj Repnin określił go jako posła właściwego dla realizacji rosyjskich planów na sejmie 1767 roku, poseł województwa mścisławskiego  na sejm 1767 roku. 
2 stycznia 1769 został marszałkiem mścisławskim konfederacji barskiej. Dostał się do rosyjskiej niewoli i został wywieziony w głąb Rosji. Zmarł w czasie próby ucieczki do Francji.